# Payette (Idaho)
Pour les articles homonymes, voir Payette.
La ville de Payette est le siège du comté de Payette, situé dans l'Idaho, aux États-Unis. Sa population s’élevait à 7 433 habitants lors du recensement de 2010.

## Histoire
À l'origine baptisée Boomerang, la ville  est renommée en 1891 Payette, en l'honneur de François Payette, trappeur et explorateur canadien-français travaillant pour la North West Company puis pour l' Hudson's Bay Company, l'un des premiers hommes blancs à avoir exploré la région.